# Komitet Wyborczy Wyborców
Komitet Wyborczy Wyborców – jeden z trzech (obok Komitetu Wyborczego partii politycznej i Koalicyjnego Komitetu Wyborczego) rodzaj komitetów wyborczych występujący w polskim systemie wyborczym. Kandydaci w wyborach są zgłaszani przez wyborców.

## Przykłady

### Wybory parlamentarne

#### Wybory doSejmu Rzeczypospolitej Polskiej
Komitet Wyborczy Wyborców Mniejszość Niemiecka
Komitet Wyborczy Wyborców Ruch Dobrobytu i Pokoju

#### Wybory doSenatu Rzeczypospolitej Polskiej
Komitet Wyborczy Wyborców Wadim Tyszkiewicz – Pakt Senacki
Komitet Wyborczy Wyborców Zygmunt Frankiewicz – Pakt Senacki

### Wybory samorządowe
Komitet Wyborczy Wyborców Konfederacja i Bezpartyjni Samorządowcy
Komitet Wyborczy Wyborców Porozumienie Służy Ludziom – Trzecia Droga

### Wybory do Parlamentu Europejskiego[a]
Komitet Wyborczy Wyborców Konfederacja KORWiN Braun Liroy Narodowcy
Komitet Wyborczy Wyborczy Konfederacja Polski Niepodległej – Niezłomni